# 克林嫩峰

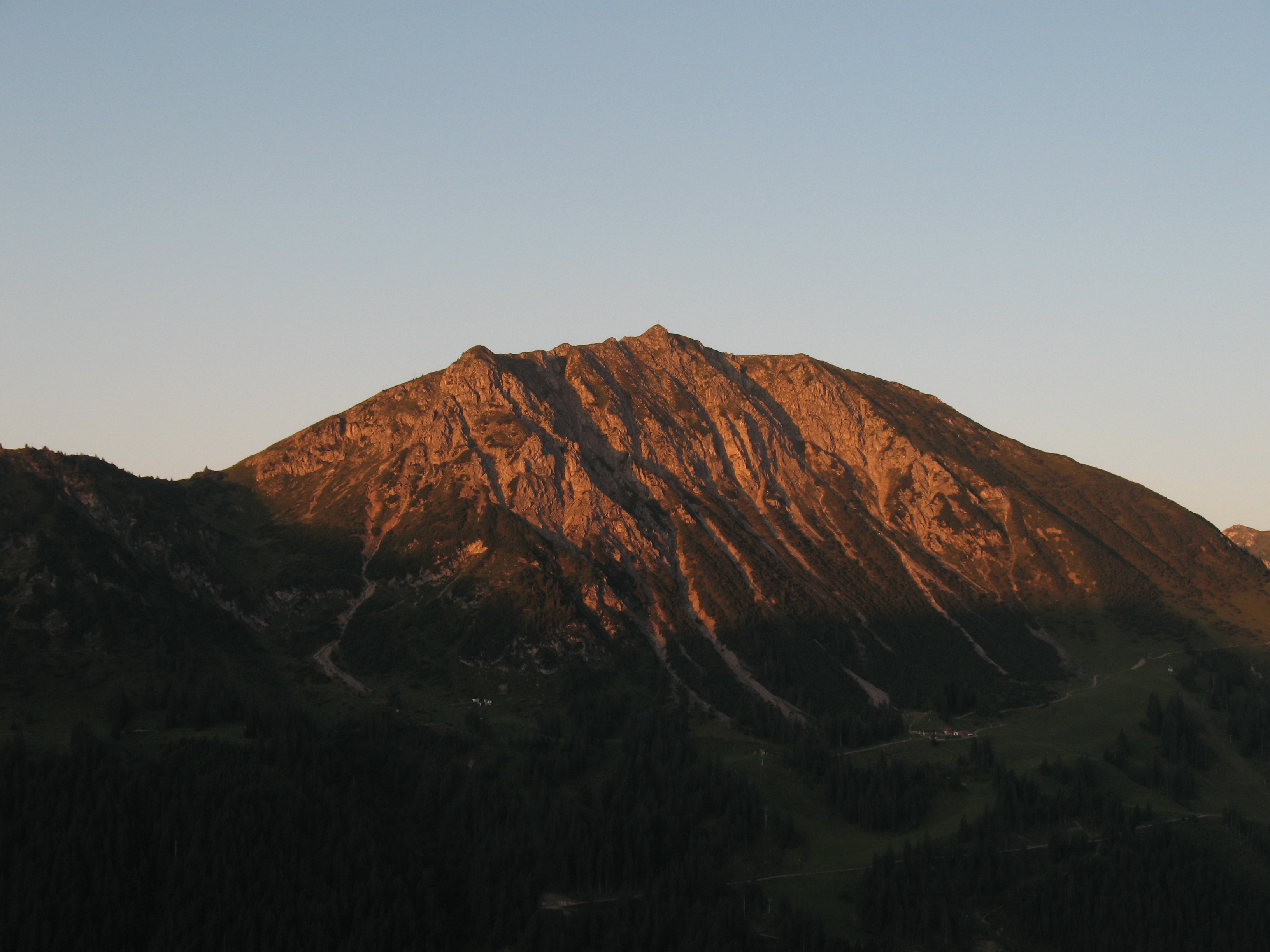

47°28′26″N 10°35′7″E / 47.47389°N 10.58528°E
克林嫩峰（德語：Krinnenspitze），是奧地利的山峰，位於該國西部，由蒂羅爾州負責管轄，屬於阿爾高阿爾卑斯山脈的一部分，距離利特尼施羅芬山2公里，海拔高度2,068米。